# Marrubium
- Commons
- Wikispecies

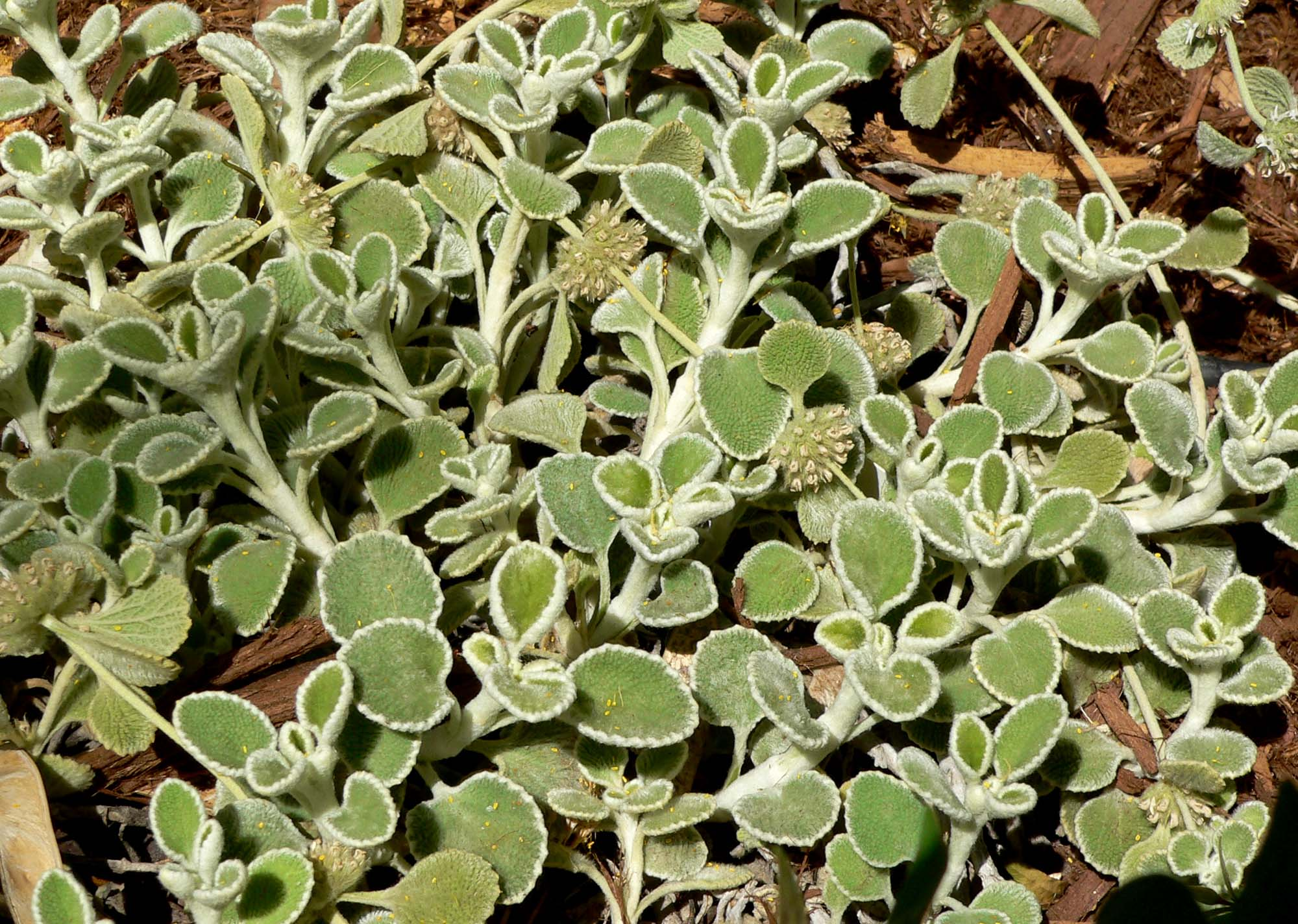
Marrubium rotundifolia.

Marrubium L. é um género botânico da família das Labiadas, nativo das regiões temperadas da Europa e da Ásia.

## Nomes comuns
As espécies do género Marrubium são comummente conhecida pelos seguintes nomes populares: marroio, marrúbio e, regionalmente, no arquipélago dos Açores, são também conhecidas como marrolho.

### Etimologia
Quanto ao nome científico:
- O nome genérico, Marrubium, provém do latim, marrŭbĭum, o qual aludia à espécie Marrubium vulgare [5], presentemente conhecida como marroio-branco.[6][7]

## Sinonímia
- Atirbesia Raf.
- Lagopsis Bunge

## Espécies
Marrubium acetabulosum Marrubium adfine Marrubium affine
Marrubium africanum Marrubium album Marrubium aellenii
Marrubium alternidens Marrubium alyssoides Marrubium alysson
Marrubium angustifolium Marrubium anisodon Marrubium apulum
Marrubium aquaticum Marrubium astracanicum Marrubium atlanticum
Marrubium ayardii Marrubium ballota Marrubium ballotaeforme
Marrubium ballotoides Marrubium bastetanum Marrubium bornmuelleri
Marrubium bourgaei Marrubium brachyodon Marrubium candidissimum
Marrubium catariaefolium Marrubium catariifolium Marrubium cephalanthum
Marrubium cinerascens Marrubium cinereum Marrubium circinnatum
Marrubium civice Marrubium condensatum Marrubium cordatum
Marrubium coerulescens Marrubium crassidens Marrubium creticum
Marrubium crispum Marrubium cylleneum Marrubium depauperatum
Marrubium deserti Marrubium duabense Marrubium echinatum
Marrubium eriocephalum Marrubium eriostachyum Marrubium faucidens
Marrubium flavum Marrubium flexuosum Marrubium fontianum
Marrubium friwaldskyanum Marrubium gamodon Marrubium germanicum
Marrubium glechomaefolium Marrubium globosum Marrubium goktschaicum
Marrubium guilliermondii Marrubium hamatum Marrubium hermonis
Marrubium heterocladum Marrubium heterodon Marrubium hierapolitanum
Marrubium hirsutum Marrubium hispanicum Marrubium humbertii
Marrubium humile Marrubium hyperleucum Marrubium incanum
Marrubium incisum Marrubium indicum Marrubium kotschyi
Marrubium kurdicum Marrubium kusnezowii Marrubium lamioides
Marrubium lanatum Marrubium laricum Marrubium laurifolium
Marrubium leonuroides Marrubium libanoticum Marrubium litardierei
Marrubium lutescens Marrubium macrodon Marrubium malcolmianum
Marrubium marrubiastrum Marrubium micranthum Marrubium microphyllum
Marrubium mollissimum Marrubium montenegrinum Marrubium multibracteatum
Marrubium nanum Marrubium nigrum Marrubium noeanum
Marrubium odoratissimum Marrubium orientale Marrubium pallidum
Marrubium paniculatum Marrubium pannonicum Marrubium parnassicum
Marrubium parviflorum Marrubium pauciflorum Marrubium peregrinum
Marrubium persicum Marrubium pestalozzae Marrubium plicatum
Marrubium plumosum Marrubium polyodon Marrubium praecox
Marrubium procerum Marrubium propinquum Marrubium pseudo
Marrubium purpureum Marrubium radiatum Marrubium remotum
Marrubium rotundifolium Marrubium rubrum Marrubium rupestre
Marrubium saxatile Marrubium scrophulariaefolium Marrubium sericeum
Marrubium setaceum Marrubium sewerzowi Marrubium suffruticosum
Marrubium sewerzowi Marrubium suffruticosum Marrubium supinum
Marrubium thessalum Marrubium thouini Marrubium trachyticum
Marrubium turkeviczii Marrubium uncinatum Marrubium undulatum
Marrubium vaillantii Marrubium vanense Marrubium velutinum
Marrubium vulcanicum Marrubium vulgare Marrubium werneri
Marrubium wilkommi Marrubium womnowii Marrubium Hybriden
- «Lista completa»

## Classificação do género
| Sistema | Classificação                        | Referência               |
| ------- | ------------------------------------ | ------------------------ |
| Linné   | Classe Didynamia, ordem Gymnospermia | Species plantarum (1753) |